# جان لوك دومبي
جان لوك دومبي (مواليد 12 أغسطس 1995) هو لاعب كرة قدم فرنسي يلعب في مركز الجناح في نادي زولته فاريجيم.